# Can Xelica
Can Xelica és una masia de Sils (Selva) inclosa a l'Inventari del Patrimoni Arquitectònic de Catalunya.

## Descripció
Es tracta d'un edifici de planta quadrada i un pis superior. El portal és adovellat i emmarcat amb pedra, la porta és de fusta i hi ha una reixa de barrots de ferro forjat. Al costat de la portalada principal, trobem un altre portal quadrangular amb llinda, brancals i ampit de pedra avui convertit en finestra, ja que la reixa protectora de ferro forjat és fixa. En canvi, al costat esquerre sí que hi ha una finestra força ampla i a diferència de la resta té la llinda de fusta, mentre els brancals i l'ampit són de pedra. Al primer pis i al centre, per damunt del portal, destaca una finestra balconera amb llinda d'arc de mig punt impostat i una barana de balustres de pedra treballada, aquesta obertura, com totes les de la casa, també està protegida per una reixa de ferro forjat. A la part del darrere de la casa, hi ha el garatge. El parament dels murs és arrebossat i pintat de blanc.
Davant la casa, hi ha una part enrajolada que correspon a l'era i a uns pocs metres, es conserva el pou.